# Вікі Савар
Вікі Савар (англ. Vicky Savard; 14 лютого 1993) — канадська волейболістка, догравальник. Переможниця першості країн Північної Америки, Центральної Америки і Карабського басейну. Учасниця чемпіонату світу 2022 року в Нідерландах і Польщі.

## Досягнення
- Чемпіон Фінляндії: 2018
- Володар кубка Фінляндії: 2018
- Чемпіон Іспанії: 2019
- Володар кубка Іспанії: 2019

## Клуби
| Роки      | Команди                   |
| --------- | ------------------------- |
| 2012—2016 | «Монреаль Карабінс»       |
| 2016—2017 | «Лінц-Штег»               |
| 2017—2018 | «Найсет» (Гямеенлінна)    |
| 2018—2019 | «Мініс Арлуй» (Логроньйо) |
| 2019—2020 | «Саная Ліббіс Ла-Лагуна»  |
| 2020—2021 | «Паннаксіакос» (Наксос)   |
| 2020—2021 | «Аріс» (Салоніки)         |
| 2021—2022 | «Тервіль-Флоранж»         |
| 2022—2023 | «Прометей» (Кам'янське)   |
| 2023—2024 | «Аріс» (Салоніки)         |
| 2023—2024 | «Тірас»                   |
| 2024—     | ЛОВБ «Омаха»              |

## Статистика
Статистика виступів в єврокубках:
| Сезон   | Клуб                     | Турнір         | Ігри | Сети | Очки | Ср.  | Примітки |
| ------- | ------------------------ | -------------- | ---- | ---- | ---- | ---- | -------- |
| 2017/18 | «Найсет» (Гямеенлінна)   | Кубок ЄКВ      | 2    | 6    | 12   | 2    |          |
| 2019/20 | «Саная Ліббіс Ла-Лагуна» | Кубок ЄКВ      | 4    | 12   | 37   | 3,08 |          |
| 2022/23 | СК «Прометей»            | Ліга чемпіонів | 2    | 8    | 25   | 3,13 |          |